# Барак Іцхакі
Барак Іцхакі (івр. ברק יצחקי, нар. 25 вересня 1984, Ашкелон) — ізраїльський футболіст, що грав на позиції нападника.
Виступав, зокрема, за «Бейтар» (Єрусалим) та «Маккабі» (Тель-Авів), а також національну збірну Ізраїлю.

## Клубна кар'єра
У дорослому футболі дебютував 2001 року виступами за команду «Хапоель» (Ашкелон), в якій провів два сезони, взявши участь у 57 матчах чемпіонату і двічі поспіль виграв з командою Кубок Тото другого дивізіону.
1 серпня 2003 року Іцхакі перейшов у «Бейтар» (Єрусалим). З цим клубом у сезоні 2006/07 він став чемпіоном Ізраїлю. За 5 сезонів у «Бейтарі» він провів 109 ігор, у яких забив 23 голи у чемпіонаті і 2007 року став чемпіоном країни.
У січні 2008 року перейшов до бельгійського «Генка», де став виступати із своїм співвітчизником Ельянівом Бардою. Дебютував у Лізі Жюпіле 26 січня 2008 року в матчі проти «Гента» (3:3), вийшовши в основі, а на 81-ій хвилині був замінений на Олександра Яковенка. Провівши лише пів року у Бельгії, Іцхакі влітку повернувся до «Бейтара», де провів ще два роки. У сезоні 2008/09 він виграв з клубом Кубок Ізраїлю, а також став найкращим бомбардиром чемпіонату разом з Еліраном Атаром і Шимоном Абухацірою з 14 голами. У наступному сезоні 2009/10 він забив 16 голів у чемпіонаті і посів третє місце в таблиці бомбардирів чемпіонату і виграв Кубок Тото.

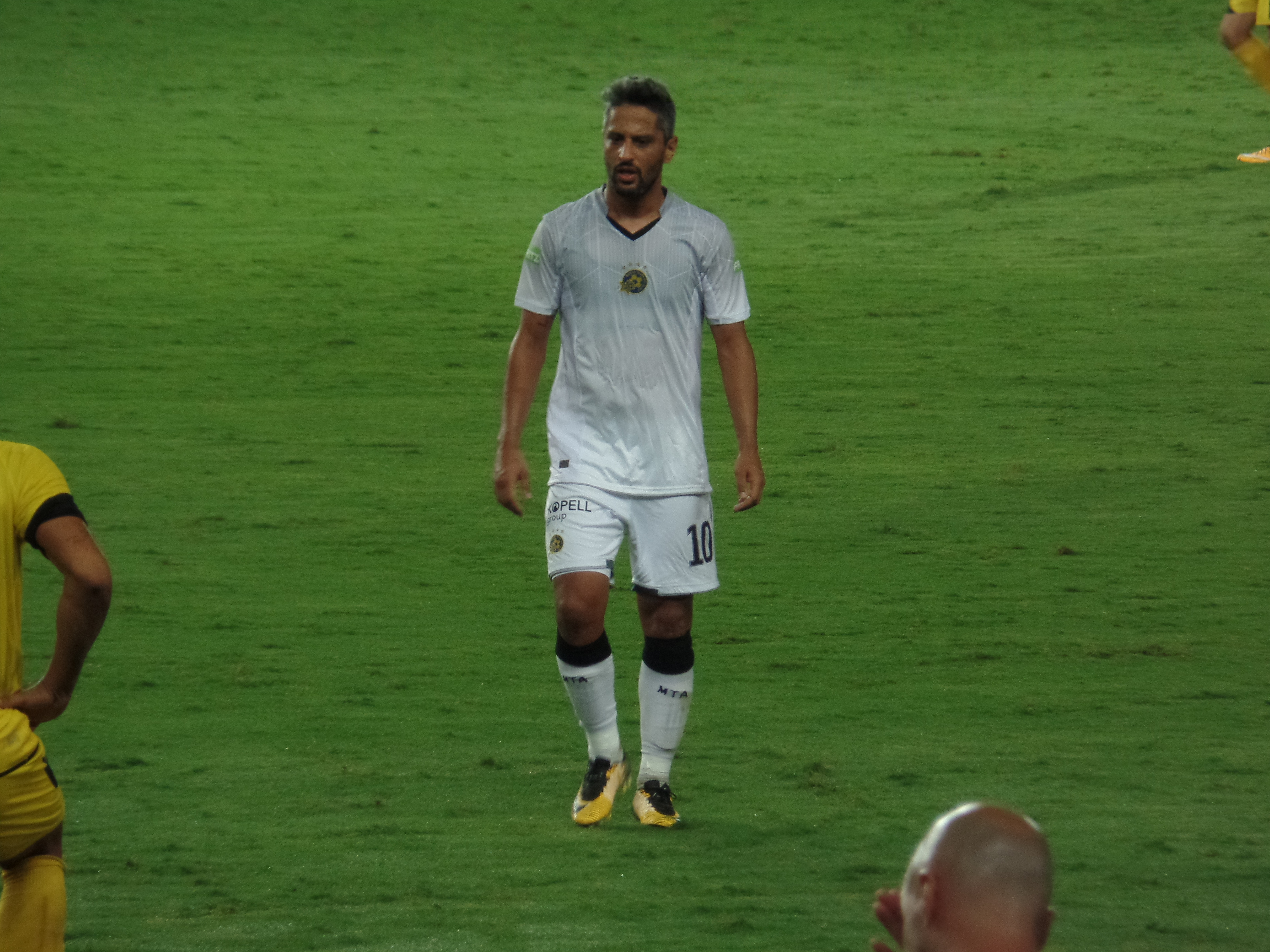
Барак Іцхакі під час виступів за «Маккабі». 2017 рік.

9 червня 2010 року Іцхакі підписав п'ятирічний контракт з «Маккабі» (Тель-Авів) за 2 мільйони доларів США і дебютував за новий клуб під час домашньої гри Ліги Європи проти «Могрена» 15 липня. Втім вже 22 серпня Іцхакі отримав серйозну травму, через яку випав майже до кінця сезону. У липні 2011 року тренер «Маккабі» Моті Авнер обрав його капітаном команди і у наступному сезоні забив 9 голів у 27 іграх чемпіонату. Тим не менш у червні 2012 року новий тренер клубу Йорді Кройф оголосив, що Іцхак не входить до його планів на наступний сезон, і футболіст був відданий в оренду кіпрському «Анортосісу» з Фамагусти. У тому сезоні Іцхакі був важливою частиною команди, забивши 13 голів у чемпіонаті в 23 матчах і став найкориснішим трансфером року, допомігши команді досягти другого місця у чемпіонаті.
Влітку 2013 року, після уходу Кройфа, повернувся до «Маккабі», за який відіграв ще 5 сезонів. За цей час він двічі перемагав з командою в чемпіонаті, один раз в Кубку Ізраїлю і двічі в Кубку Тото.
14 травня 2018 року Іцхакі оголосив про завершення ігрової кар’єри після закінчення сезону 2017/18, а наступного дня він провів свій останній матч, вийшовши на заміну в грі проти своєї колишньої команди, «Бейтара» (Єрусалим). Після закінчення сезону він увійшов до тренерського штабу «Маккабі».

## Виступи за збірні
2003 року дебютував у складі юнацької збірної Ізраїлю (U-19), загалом на юнацькому рівні взяв участь у 1 іграх, відзначившись одним забитим голом.
Протягом 2004—2007 років залучався до складу молодіжної збірної Ізраїлю, разом з якою був учасником дебютного для неї молодіжного чемпіонату Європи 2007 року в Нідерландах, де ізраїльтяни програли всі три матчі, не забили жодного голу і стали найгіршою командою турніру. Всього на молодіжному рівні зіграв у 19 офіційних матчах, забив 3 голи.
2 червня 2007 року дебютував в офіційних іграх у складі національної збірної Ізраїлю в матчі відбору на Євро-2008 проти Македонії (2:1) і вже на 10-й хвилині гри забив гол. 
Останній раз у складі національної збірної він зіграв 9 вересня 2009 року в матчі проти Люксембургу (7:0). Загалом протягом кар'єри в національній команді, яка тривала 3 роки, провів у її формі 11 матчів, забивши 1 гол.

## Тренерська кар'єра
З 26 жовтня 2021 року до 14 грудня 2021 року він обіймав посаду тимчасового головного тренера «Маккабі» (Тель-Авів) після звільнення Патріка ван Леувена та до призначення Младена Крстаїча. За цей період він тренував команду протягом 6 ігор, в яких команда набрала 14 очок з 18 можливих.

## Титули і досягнення

### Командні
- Чемпіон Ізраїлю (3):

«Бейтар» (Єрусалим): 2006/07
«Маккабі» (Тель-Авів): 2013/14, 2014/15
- Володар Кубка Ізраїлю (2):

«Бейтар» (Єрусалим): 2008/09
«Маккабі» (Тель-Авів): 2014/15
- Володар Кубка Тото (3):

«Бейтар» (Єрусалим): 2009/10
«Маккабі» (Тель-Авів): 2014/15, 2017/18

### Особисті
- Найкращий бомбардир ізраїльської Прем'єр-ліги: 2008/09 (14 голів)